# صيادو الرمال (فلم)
هامو بيا، صيادو الرمال (بالإنجليزية: Hamu Beya - The Sand Fishers) هو فيلم وثائقي مالي صدر سنة 2014 وأخرجه أندري ساموت ديارا. يتحدث الفيلم عن عن شعب البوزو في مالي. حصل الفيلم سنة 2014 على جائزة الأكاديمية الأفريقية للأفلام لأفضل فيلم وثائقي مُناصفة مع فيلم صورة لمزارع وحيد في إطار حفل توزيع جوائز الأكاديمية الأفريقية للأفلام العاشر.

## روابط خارجية
مقالات تستعمل روابط فنية بلا صلة مع ويكي بيانات